# Del Mar (Californien)
Del Mar er en velhavende strandby beliggende nord for San Diego i Californien. I 2010 havde byen et indbyggertal på 4.161; i 2000 var tallet 4.389. Hver sommer afholdes Del Mar Hestevæddeløb på byens væddeløbsbane Del Mar Racetrack. Navnet 'Del Mar' stammer fra spansk og betyder ”Ved havet”.
I 1885 købte oberst Jacob Taylor 1,37 km2 af Enoch Talbert i den hensigt at anlægge et badested for de rige og kendte. Han opførte badehotellet 'Casa del Mar' og begyndte sammen med arkitekten Theodore Loop og med støtte fra familie og venner at anlægge en ny by omkring hotellet.
I 1889 brændte hotellet, og hårde økonomiske tider i Californien satte en stopper for byens udvikling. I begyndelsen af 1900-tallet tog South Coast Land Company fat på at udvikle San Diego County, herunder også Del Mar.
Under 2. Verdenskrig havde den amerikanske flåde en støttebase for luftskibe i Del Mar.

## Geografi og klima
Ifølge United States Census Bureau har Del Mar et areal på 4,7 km2. Af disse udgøres 4,4 km2 af land og 0,26 km2 (3,94 %) af vand. Ved Del Mars sydlige grænse ligger marskområdet Los Peñasquitos Marsh Natural Preserve and Lagoon (navnet Los Peñasquitos er spansk for “de små klipper”).
Del Mars klima er subtropisk med varme, tørre somre og milde vintre. Der bliver sjældent varmere end 29 °C eller koldere end 15 °C, hvilket gør Del Mar til et attraktivt sted at bo.
Del Mar er et af de få steder, hvor der gror Torrey-fyrretræer (pinus torreyana). Denne truede fyrreart er den sjældneste i USA, og der kendes kun to populationer af den. Den ene af disse findes i Del Mar: dels langs en 3,4 kilometer lang kyststrækning, dels på begge sider af Soledad Valley i den sydlige del af Del Mar (den anden population findes på Santa Rosa Island 280 kilometer nordvest for Del Mar).

## Demografi

### 2010
Ifølge den amerikanske folketælling fra 2010 havde Del Mar 4.161 indbyggere. Befolkningstætheden var 904,2 pr. km2.
Den etniske sammensætning så således ud:
| Etnisk gruppe                            | Hyppighed | Frekvens |
| ---------------------------------------- | --------- | -------- |
| Hvide                                    | 3.912     | 94,0 %   |
| Latinamerikanere                         | 175       | 4,2 %    |
| Asiater                                  | 118       | 2,8 %    |
| Afroamerikanere                          | 10        | 0,2 %    |
| Amerikas oprindelige folk (indianere)    | 8         | 0,2 %    |
| Polynesiere, melanesiere og mikronesiere | 3         | 0,1 %    |
| Andre                                    | 25        | 0,6 %    |
| Blandet etnisk herkomst                  | 85        | 0,2 %    |

Ifølge folketællingen boede samtlige 4.161 indbyggere i husstande.
Der var 2.064 husstande. I 340 (16,5 %) af disse var der hjemmeboende børn under 18 år; 927 (44,9 %) bestod af samlevende heteroseksuelle par; 114 (5,5 %) udgjordes af en ugift kvinde; 57 (2,8 %) udgjordes af en ugift mand. Der var 124 (6,0 %) ugifte homoseksuelle par og 19 (0,9 %) gifte homoseksuelle par. 707 husstande (34,3 %) udgjordes af enlige beboere. 209 (10,1 %) udgjordes af enlige over 65 år. Gennemsnitsstørrelsen for en husstand var 2,02 individer. Der var 1.098 familier (53,2 % af samtlige husstande); det gennemsnitlige antal samboende familiemedlemmer var 2,57.
Den aldersmæssige fordeling så således ud:
| Alder             | Hyppighed | Frekvens |
| ----------------- | --------- | -------- |
| Under 18 år       | 564       | 13,6 %   |
| 18-24 år          | 205       | 4,9 %    |
| 25-44 år          | 1.071     | 25,7 %   |
| 45-64 år          | 1.455     | 35,0 %   |
| 65 år eller ældre | 866       | 20,8 %   |
| Median: 48,6 år   |           |          |

For hver 100. kvinde var der 102,1 mænd. For hver 100. kvinde over 18 år var der 101,1 mænd.
Der var 2.596 boliger svarende til 564,1 pr. km2, hvoraf 1.113 (53,9 %) var ejede og 951 (46,1 %) lejede. 2,6 % af de eksisterende ejerboliger stod tomme; for lejeboligerne var dette tal 7,9 %. 2.398 af byens indbyggere (57,6 %) boede i ejerboliger og 1.763 (42,4 %) i lejeboliger.

### 2000
Ifølge folketællingen fra 2000 havde Del Mar 4.389 indbyggere. Befolkningstætheden var 991,0 pr. km2.
Den etniske sammensætning så således ud:
| Etnisk gruppe                            | Frekvens |
| ---------------------------------------- | -------- |
| Hvide                                    | 94,14 %  |
| Latinamerikanere                         | 3,87 %   |
| Asiater                                  | 2,87 %   |
| Amerikas oprindelige folk (indianere)    | 0,34 %   |
| Afroamerikanere                          | 0,25 %   |
| Polynesiere, melanesiere og mikronesiere | 0,11 %   |
| Andre                                    | 0,57 %   |
| Blandet etnisk herkomst                  | 1,71 %   |

Der var 2.178 husstande. I 15,4 % af disse var der hjemmeboende børn under 18 år; 42,8 % udgjordes af samlevende gifte par. 4,8 % udgjordes af en ugift kvinde; 50,3 % udgjordes af ikke-familier. 36,6 % af husstandene udgjordes af enlige beboere. 7,4 % udgjordes af enlige over 65 år. Gennemsnitsstørrelsen for en husstand var 2,01 individer. Der var 1.082 familier; det gennemsnitlige antal samboende familiemedlemmer var 2,61.
Den aldersmæssige fordeling så således ud:
| Alder             | Frekvens |
| ----------------- | -------- |
| Under 18 år       | 13,6 %   |
| 18-24 år          | 5,4 %    |
| 25-44 år          | 33,1 %   |
| 45-64 år          | 33,8 %   |
| 65 år eller ældre | 14,1 %   |
| Median: 44 år     |          |

For hver 100. kvinde var der 105,0 mænd. For hver 100. kvinde over 18 år var der 105,0 mænd.
Medianindtægten for en husstand i Del Mar var 120.001 $; for en familie var medianindtægten 130.270 $. Mænd havde en medianindtægt på 81.250 $ og kvinder en medianindtægt på 70.069 $. For byens indbyggere var gennemsnitsindtægten 92.425 $. Cirka 7,8 % af familierne og 8,7 % af befolkningen levede under fattigdomsgrænsen, heriblandt 18,6 % af indbyggerne under 18 år og 8,5 % af indbyggerne over 65 år.

### Økonomiske skøn
Ifølge skøn foretaget af San Diego Association of Governments var medianindtægten for en husstand i Del Mar 169.348 $ i 2005 (ikke korrigeret for inflation). Når der korrigeres for inflation (så beløbet svarer til 1999-dollars og kan sammenlignes med ovenstående folketællingsdata), var medianindtægten 100.982 $.

## Administration
Del Mar ledes af et byråd bestående af fem valgte medlemmer. Hvert år vælges en ny borgmester fra byrådet.
Byen ligger i Californiens 39. senatsdistrikt, der i delstatsparlamentet repræsenteres af demokraten Christine Kehoe, og i det 74. forsamlingsdistrikt, der repræsenteres af republikaneren Martin Garrick.
Byen ligger desuden i Californiens 50. kongresdistrikt (CA-50), som er repræsenteret af republikaneren Brian Bilbray.

## Attraktioner

### Del Mar Racetrack
Den 3. juli 1937 åbnede væddeløbsbanen 'Del Mar Racetrack'. I perioden 1942-44 var væddeløbsbanen lukket og blev først brugt som træningsområde for United States Marine Corps, siden som produktionssted for reservedele til B-17-bombemaskiner. Efter krigen genåbnede væddeløbsbanen, og siden da har den hver sommer dannet ramme om forskellige væddeløb for fuldblodsheste.

### Torrey Pines Golf Course
En eksklusiv og udfordrende golfbane etableret i 1957. Banen har 36 huller. Fra den 12. til den 16. juni 2008 dannede golfbanen ramme om den 108. US Open-turnering.

### San Diego County Fair
Hver sommer afholdes dyrskuet 'San Diego County Fair' på Del Mar Fairgrounds. Dyrskuet blev afholdt første gang i 1880. Dengang blev det afholdt forskellige steder år for år, men siden 1936 er det blevet afholdt på Del Mar Fairgrounds. I 2012 blev det besøgt af 1.517.508 gæster (det største antal gæster nogensinde).

### Torrey Pines State Beach
En naturskøn strand mellem Del Mar og byen La Jolla. Stranden ligger for foden af et klippe- og sandstensmassiv, der når op i 100 meters højde. Mod nord ender klippemassivet ved Los Peñasquitos-lagunen.

### Del Mar Antique Show
En stor antikudstilling, der siden 1961 er blevet afholdt tre gange årligt på Del Mar Fairgrounds. Hver udstilling har et bestemt tema, og der kommer typisk 7.000 gæster.

### Powerhouse Community Center
Del Mars medborgerhus. I 1928 blev der bygget et nyt kraftværk, der bl.a.kunne forsyne hotel Stratford Inn med varmt vand til hotellets swimmingpool og vaskeri. Efter hotellets konkurs blev kraftværket lavet om til natklub. I 1962 lukkede natklubben, og i september 1965 blev kraftværket lejet af Universal Water Corporation, der omdannede det til et afsaltningsanlæg for havvand med henblik på at producere drikkevand. I 1983 købte byen afsaltningsanlægget, og i de næste 17 år blev det lavet om til et medborgerhus.

### Torrey Pines High School
En offentlig high school grundlagt i 1974. I 2011 havde skolen 2.724 studerende. Skolen er kåret som en af USA's 100 bedste high schools af magasinet Newsweek.

### Største virksomheder
Ifølge Del Mars Comprehensive Annual Financial Report fra 2010 fordeler byens ti største virksomheder sig således:
| #  | Virksomhed                | Antal ansatte |
| -- | ------------------------- | ------------- |
| 1  | Kitchen 1540              | 250           |
| 2  | L'Auberge del Mar         | 170           |
| 3  | Del Mar Fairgrounds       | 170           |
| 4  | Il Fornaio                | 115           |
| 5  | Del Mar Thoroughbred Club | 115           |
| 6  | Jake's Del Mar            | 110           |
| 7  | Brigantine Seafood        | 100           |
| 8  | RE/MAX Moonlight Beach    | 100           |
| 9  | Pacifica Del Mar          | 65            |
| 10 | Bully's Del Mar           | 60            |

## Berømte indbyggere
- Cecilia Rouse (1963-), politiker, medlem af Regeringen Joe Biden, voksede op i Del Mar
- Tony Hawk (1968-), amerikansk skateboarder og entreprenør, voksede op i Del Mar.
- Rachael Flatt (1992-), amerikansk kunstskøjteløber, født i Del Mar.

- Lee Shippey (1884-1969), journalist, forfatter, boede i Del Mar
- Desi Arnaz (1917-1986), cubanskfødt amerikansk musiker og skuespiller, boede ved stranden vest for US 101 i den nordlige del af Del Mar efter at være blevet skilt fra Lucille Ball.
- Burt Bacharach (1928-), amerikansk komponist og pianist, og Angie Dickinson, amerikansk skuespillerinde, har boet i den nordlige del af Del Mar i nærheden af 26th Street.
- Drew Brees (1979-), amerikansk footballspiller, boede i Del Mar

- Nate Kaeding (født 1982), amerikansk footballspiller for San Diego Chargers.
- Carson Palmer (født 1979), amerikansk footballspiller for Oakland Raiders.
- Steve Perry (født 1949), tidligere forsanger i rockbandet Journey, bor i Del Mar.
- Zandra Rhodes (født 1940), engelsk modedesigner, bor skiftevis i Del Mar og London.[11]
- Anthony Robbins (født 1960), amerikansk forfatter mv., boede tidligere i ‘The Castle’ i Del Mar.
- Aaron Rodgers (født 1983), amerikansk footballspiller for Green Bay Packers.
- Willie Shoemaker (1931-2003), amerikansk jockey, boede i det nordlige Del Mar ved stranden vest for US 101 tæt på Del Mar Racetrack.
- Norv Turner (født 1952), træner for San Diego Chargers.

## Del Mar i amerikansk populærkultur
- Del Mar nævnes i The Beach Boys’ hit ’Surfin USA’. En del af sangen lyder: ”You’d catch ’em surfin’ at Del Mar.”
- Del Mar, der er kendt for sine talrige smukke strande, er med på det respekterede Time Magazines '100 Bedste Strande i Verden':[kilde mangler] Fifteenth Street Beach rangerer som nummer 4 og ligger dermed i topti; og selvom 'Dog Beach' ikke er med på listen, har den fået rosende omtale.
- Fifteenth Street Beach i Del Mar blev brugt som baggrund i åbningstitlen til ABC’s komedieserie Cougar Town.
- I tv-serien Weeds flygter familien Botwin til deres slægtninges hjem i den fiktive by Ren Mar (inspireret af Del Mar, men opkaldt efter studiet, som serien er filmet i), da deres hjemby Agrestic brænder ned.
- I komedien Strange Wilderness ses Del Mars Torrey Pines State Beach på et tidspunkt i baggrunden, da hovedpersonerne er på vej til Mexico.

## Eksterne links
- Del Mars hjemmeside Arkiveret 22. august 2017 hos  Wayback Machine (engelsk)
- Del Mar Historical Society Arkiveret 27. maj 2013 hos  Wayback Machine (engelsk)
- Del Mar Regional Chamber of Commerce Arkiveret 6. november 2020 hos  Wayback Machine (engelsk)